# Кізнер (село)
Кізне́р (рос. Кизнер) — село в Кізнерському районі Удмуртії, Росія.
Населення становить 1553 особи (2010, 1661 у 2002).
Національний склад (2002):
- удмурти — 55 %
- росіяни — 43 %

Урбаноніми:
- вулиці — 40 років Перемоги, Велика, Дьяконова, Єсеніна, Зарічна, Квіткова, Кедра Мітрея, Крилова, Кузебая Герда, Меліораторів, Механізаторів, Молодіжна, Набережна, Нагірна, Нова, Північна, Польова, Прибережна, Пушкіна, Райдужна, Російська, Свердлова, Світла, Степова, Східна, Флора Васильєва, Центральна, Чехова, Шумиловка, Ювілейна